# Foyer de la Danse

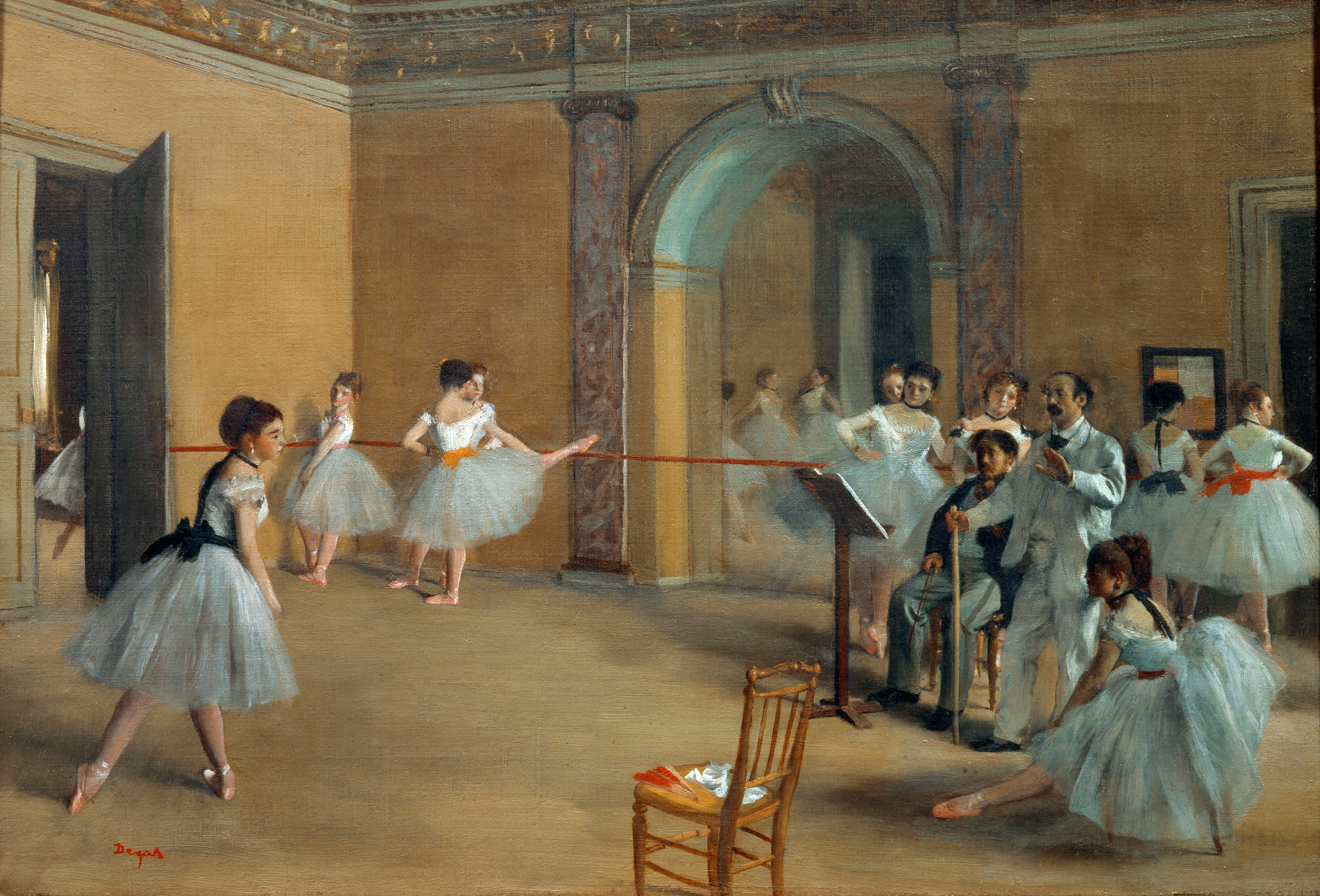
Foyer de la danse à l'Opéra de la rue Le Peletier, Gemälde von Edgar Degas, 1872

Das Foyer de la Danse ist ein Foyer in der Opéra Garnier, das durch Gemälde von Edgar Degas Bekanntheit erlangte.

## Geschichte
Das mit Ballettstangen und Spiegeln ausgestattete Künstler-Foyer befindet sich unmittelbar hinter der Bühne der Oper. Es hatte im 19. Jahrhundert als Treffpunkt der Theater-Abonnenten mit den von ihnen protegierten Tänzerinnen des Ballet de l’Opéra de Paris Bedeutung. "Das Foyer de la danse war ein Raum, der im Wesentlichen als Bordell diente. Während andere internationale Ballette zu dieser Zeit ähnliche Praktiken anwandten, ist das Pariser Opernballett des 19. Jahrhunderts einer der bekanntesten Fälle sexueller Ausbeutung in der Ballettgeschichte."
"Im späten 19. Jahrhundert war Paris von der raschen Industrialisierung und dem kulturellen Wandel geprägt. Obdachlosigkeit und Armut stiegen sprunghaft an, doch gleichzeitig hielt die Pariser Oberschicht an ihren zahlreichen kulturellen Gewohnheiten fest. Auch die Kunstwelt und ihre verschiedenen künstlerischen Formen konzentrierten sich auf die Weiblichkeit. Um der Armut und Obdachlosigkeit zu entkommen, wandten sich viele junge Frauen dem Ballett zu, einer Kunstform, die für die Oberschicht geschaffen und von ihr konsumiert wurde."
Mehrere Tanzgemälde von Edgar Degas spielen in diesem Raum, und es entstanden auch einige dadurch inspirierte Ballette.
Heute ist das Foyer de la Danse nur noch Probebühne. Auch wird es beim Defilee zur Hauptbühne geöffnet.